# Francesco Molinari-Pradelli
Pour les articles homonymes, voir Molinari.
Francesco Molinari-Pradelli (Bologne, 4 juillet 1911 - idem, 8 août 1996) était un chef d'orchestre italien, tenu comme l'un des meilleurs garants à son époque de la tradition de l'opéra italien du XIXe siècle. Il fut également un grand amateur et collectionneur d'art pictural italien, surtout pour la période du XVIe au XVIIIe siècle.

## Biographie
Francesco Molinari-Pradelli étudie à Bologne et à Rome, et débute comme chef lyrique à Bologne en 1937, dans L'elisir d'amore. Il dirige alors dans toute l'Italie.
Ce n'est qu'après la guerre, qu'il s'impose vraiment avec ses débuts à La Scala de Milan en 1946, puis devient chef permanent à Vérone en 1950. Il s'illustre à Busseto en 1951, lors des célébrations du cinquantenaire de la mort de Verdi.
Il entame alors une carrière internationale, se produisant sur toutes les grandes scènes lyriques (Vienne, Budapest, Paris, Londres, New York, San Francisco, etc.).
Bien qu'essentiellement associé au répertoire italien, il dirige également des œuvres de Mozart et Wagner. Il a laissé de nombreux enregistrements.

## Discographie sélective
- Simon Boccanegra - (Cetra, 1951)
- Martha - (Cetra, 1953)
- Werther - (Cetra, 1953)
- La traviata - (Decca, 1954)
- Manon Lescaut - (Decca, 1954)
- L'elisir d'amore - (Decca, 1955)
- La forza del destino - (Decca, 1955)
- Don Pasquale - (Philips, 1956)
- Tosca - (Decca, 1959)
- Turandot - (Emi, 1965)
- La rondine - (Rca, 1966)

## Sources
- Harold Rosenthal, John Warrack, Roland Mancini et Jean-Jacques Rouveroux (trad. de l'anglais), Guide de l'opéra, Paris, Fayard, coll. « Les indispensables de la musique », 1995, 968 p. (ISBN 978-2-213-59567-2)